# Suzanna Lidegran
Suzanna Lidegran é uma violinista sueca, diplomada pelo Conservatório Real de Musica da Dinamarca (DKDM), Copenhaga.